# Auput II.
Auput II. (auch Iupet II. oder Awapet II.) war von etwa 754/753 bis 727 v. Chr. Pharao (König) und von 727 bis etwa 715 v. Chr. Gaufürst des Reiches von Leontopolis (Hat-Mehit Gau) im Nildelta, das an die Gebiete von Tanis, Mendes, Athribis und Bubastis angrenzt.

## Belege
Als Vater ist Harnacht II. aus Mendes im 11. Regierungsjahr des Scheschonq V. belegt; Auputs Urgroßvater Harnacht I. im 22. und 30. Regierungsjahr des Scheschonq III. Mit dem Namen Auputs sind zuzuordnen: Eine Schenkungsstele eines Großfürsten der Meschwesch, Smendes; beschriftete Bronzetürangel; Fayencekachel (siehe Bild), die Auput II. mit blauer Krone abbildet; Granitsockel aus Leontopolis, der wohl von seinem Sohn, dem Prinzen Padiaset aufgestellt wurde.
Auf Auput II. bezieht sich aus dem Jahr 736/735 v. Chr. das eine Datum des Graffito im Wadi Gasus mit der Nennung von Amenirdis I. und Schepenupet II. (Jahr 12 des Pije, Jahr 19 des Auput II.). Zwischenzeitlich wurden weitere Graffiti aus seinem neunten und zwölften Regierungsjahr gefunden.

## Herrschaft
Er ist zunächst im Jahr 727 v. Chr. mit Osorkon IV. von Bubastis Verbündeter des Tefnachte von Sais im Kampf gegen Pije. Diesem muss er sich aber unterwerfen.